# North East (Maryland)
North East es un pueblo ubicado en el condado de Cecil en el estado estadounidense de Maryland. En el año 2010 tenía una población de 3572 habitantes y una densidad poblacional de 850,48 personas por km².

## Geografía
North East se encuentra ubicado en las coordenadas 39°36′1″N 75°56′32″O / 39.60028, -75.94222.

## Demografía
Según la Oficina del Censo en 2000 los ingresos medios por hogar en la localidad eran de $51.791 y los ingresos medios por familia eran $57.404. Los hombres tenían unos ingresos medios de $53.958 frente a los $34.250 para las mujeres. La renta per cápita para la localidad era de $26.335. Alrededor del 13,6% de la población estaba por debajo del umbral de pobreza.